# Mòng két nâu
Mòng két nâu (danh pháp hai phần: Anas chlorotis) là một loài chim trong họ Vịt.